# Систеби
Систеби́ (чув. Ҫиҫтӗпе) — деревня в составе Ковалинского сельского поселения Урмарского района Чувашской Республики.

## География
Расстояние до Чебоксар — 91 км, до районного центра — посёлка Урмары — 13 км, до железнодорожной станции (Урмары) —13 км. Деревня расположена на берегах реки Сиспева́р (приток реки Аря).

### Административно-территориальная принадлежность
С XIX века до 29 октября 1926 года деревня находилась в составе Новоковали́нской волости Цивильского уезда, после, до 1 октября 1927 года, в составе Урма́рской волости Цивильского уезда, с 1 октября 1927 года — в составе Урмарского района:234. Сельские советы: с 1 октября 1927 года — Систебинский, с 1 октября 1928 года — Чирш-Сирминский, с 4 января 1929 года — Буинский, с 11 декабря 1959 года — Ковалинский:234.

## История
Деревня появилась в XVIII веке как выселок деревни Юмашева (ныне не существует). Жители — до 1866 года государственные крестьяне; занимались земледелием, животноводством. В начале XX века функционировала церковноприходская школа. В 1929 году образован колхоз им. Спасова. По состоянию на 1 мая 1981 года деревня Систеби Ковалинского сельского совета — в составе совхоза «Ленинский»:100.

### Религия
Согласно архивным сведениям (по состоянию на 1899 год) жители деревни были прихожанами Преображенской церкви села Аттиково (Преображенское) (церковь деревянная однопрестольная в честь Преображения Господня, была построена не позднее 1795 года, закрыта в 1940 году, не сохранилась).

## Название
Название деревни — от имени Систепи (Çиçтепи).

### Историческое и прежние названия
Исторические названия: Сисмибы́, Второ́е Юма́шево; Среднее Юмашево (1917).

## Население
| 2010 | 2012 | 2015 |
| ---- | ---- | ---- |
| 142  | ↗170 | ↘138 |

По данным Всероссийской переписи населения 2002 года в деревне проживало 158 человек, преобладающая национальность — чуваши (97%).

## Инфраструктура
Функционировала ОАО «Племенная птицефабрика «Урмарская» (по состоянию на 2010 год). Имеются клуб, спортплощадка, магазин.

Улицы: Е. Степановой, Ленина, Набережная.

## Памятники и памятные места
- Обелиск воинам, павшим в Великой Отечественной войне, «Помним их имена» (2015; ул. Е. Степановой)[10][11].

## Уроженцы
- Алексеев Михаил Алексеевич (1933, Систеби, Урмарский район — 1996, Москва) — композитор, дирижёр. Член Союза композиторов СССР (1962). Заслуженный деятель искусств Чувашской АССР (1980), заслуженный деятель искусств Российской Федерации (1995)[12].
- Степанова Елена Степановна (1924[13], Систеби — неизвестно) — участница Великой Отечественной войны, медицинская сестра, воевала в составе партизанского отряда «Полярник» (командир — Д. Подоплёкин)[14] в Карелии. Погибла летом 1942 года[15], по другим данным — погибла в 1943 году[16]. Её именем названа улица в родной деревне.
- Широв Иван Никандрович (1909, Систеби, Цивильский уезд — 1967, Козловка) — советский хозяйственный, государственный и политический деятель, народный комиссар (министр) земледелия Чувашской АССР (1945—1947), министр сельского хозяйства Чувашской АССР (1947—1950).